# Picconia
Picconia  é um género de plantas lenhosas da família Oleaceae com distribuição natural restrita à Macaronésia, que agrupa apenas duas espécies.

## Descrição
O género Picconia agrupa duas espécies de plantas com flor pertencentes à família das Oleaceae, com distribuição natural restritas às florestas de loureiros das ilhas dos arquipélagos da Macaronésia, no Atlântico nordeste. São arbustos a pequenas árvores (mesofanerófitos), perenes, com folhas largas, opostas, inteiras, ovóides, de tegumento brilhante.
Produzem numerosas pequenas flores, brancas ou branco-amareladas, fragrantes, agrupadas em densos racemos terminais.
O fruto é uma drupa, com uma única semente, semelhante a uma azeitona, verde quando jovem, ganhando uma coloração negro-azulada ao amadurecer.
As espécies do género Picconia são nativas de áreas abertas da laurissilva da ilha da Madeira e das Canárias (P. excelsa) e das regiões de matos relativamente xerófilos das zonas costeiras das ilhas dos Grupos Central e Oriental dos Açores (P. azorica).  Nas florestas das ilhas Canárias e da Madeira, a espécie P. excelsa apenas ocorre em florestas perenes húmidas ou hiper-húmidas da floresta de nuvens.
Todas as espécies de Picconia ocorrem em associações dominadas por árvores perenes com folha oval semelhante aos loureiros, as quais formam uma canópia densa, com até 40 m de altura, que dificilmente é atravessada pela sol, resultando num sub-bosque esparso.
Estas espécies inserem-se num grupo de plantas que são antigas paleoendémicas na Macaronésia e em África. O grupo integras especialmente especialmente espécies dos géneros Laurus, Ocotea, Persea e Picconia, que em tempos remotos tiveram uma ampla distribuição nos continentes europeu e africano.

## Espécies
O género Picconia inclui as seguintes espécies validamente descritas:
- Picconia azorica (Tutin) Knobl., Notizbl. Bot. Gart. Berlin-Dahlem, 11: 1028 (1934), endémica nos Açores;[6]
- Picconia excelsa (Sol.) DC., Prodr., 8: 288 (1844), um mesofanerófito com até 15 de altura, nativo das ilhas Canárias e Madeira.

## Nome e referências
A etimologia do nome genérico Picconia é uma homenagem ao abade Giammaria Picconi, horticultor italiano do século XIX, especialista em olivicultura, a quem Alphonse de Candolle dedicou o género em 1844.

## Literatura
- D. Bramwell og Z.I. Bramwell (2001). Wild flowers of the Canary Islands (2 ed.). Alcorcon: Rueda. (ISBN 84-7207-129-4).
- R.C. Ferreira et al. (2011). «Phylogeography and conservation perspectives of an endangered macaronesian endemic: Picconia azorica (Tutin) Knobl. (Oleaceae)». European Journal of Forest Research, 130 (2), s. 181–195. (doi:10.1007/s10342-010-0420-1; ISSN 1612-4677).